# Manota orientalis
Manota orientalis är en tvåvingeart som beskrevs av Senior-white 1922. Manota orientalis ingår i släktet Manota och familjen svampmyggor.
Artens utbredningsområde är Sri Lanka. Inga underarter finns listade i Catalogue of Life.